# Коммерсантъ
«Коммерса́нтъ-Daily» (до 1992 года просто «Коммерсантъ»; сокр. «Ъ») — советская и российская ежедневная общественно-политическая газета с усиленным деловым блоком. Выпускается издательским домом «Коммерсантъ». Периодичность — шесть раз в неделю (с понедельника по субботу). Объём — 12 страниц. В субботнем номере публикуются объявления о банкротстве, в связи с чем он может достигать 200 и более страниц.
В 1909—1917 годах в Москве выходила одноимённая газета, преемником которой позиционирует себя «Коммерсантъ». 

## История
Пилотный номер новой газеты вышел в свет 9 декабря 1989 года. С 8 января 1990 года до сентября 1992 года газета издавалась в еженедельном режиме.
Была возобновлена[когда?]

 журналистом Владимиром Яковлевым и принадлежала ему до 1999 года. Он создал новый формат газеты, в которую приглашал специалистов в различных отраслях, которых учил писать статьи. Валерий Дранников назвал это направление «журналистикой факта».
В 1996 году на должность генерального директора пришёл Леонид Милославский. Он создал отдел спецкоров, в который пригласил наиболее профессиональных специалистов своего времени. В отделе работали Наталья Геворкян, Александр Кабаков, Игорь Свинаренко, Глеб Пьяных, Валерий Панюшкин, Андрей Колесников.
Для руководства подразделением был приглашён Валерий Дранников, который прервал карьеру журналиста за 19 лет до этого. Дранников говорил про своих подчинённых: «Свинаренко пишет, что видит. Колесников пишет то, что хочет увидеть. А Панюшкин — то, чего не видел».
После экономического кризиса 1998 года эта команда распалась. В газете остался единственный спецкор Андрей Колесников. Позже, в 2009 году, Дранников высоко оценил качество его работы в газете:

Нету тех, кто пишет, как это делали мы! Там один Колесо. Всё. Колесников — это 20 % капитализации «Коммерсанта». Вот завтра уйдёт Андрюша из «Коммерсанта», и на 20 процентов «Коммерсантъ» подешевеет. А то и на тридцать.

С 1999 по февраль 2006 года находилась в собственности Бориса Березовского. Из книги Петра Авена «Время Березовского»:

Эта история началась ещё в 1999-м. Хозяева «Коммерсанта», его создатели во главе с Владимиром Яковлевым решили газету продать. Березовский собрался купить. «Коммерсантъ» был в это время, без сомнения, самой влиятельной газетой страны, и мы в «Альфе» считали, что её контроль со стороны одного крупного бизнесмена, тем более Березовского, вряд ли улучшит бизнес-атмосферу. Скорее появится ещё одна дубинка, которая будет использоваться в узких политических и экономических интересах одного человека. Опыт ОРТ и НТВ был нам хорошо известен.
Мы сделали своё предложение Леониду Милославскому, ведшему переговоры со стороны продавцов. При этом мы предполагали, что в случае успеха разобьём контрольный пакет газеты между пятью-семью бизнес-группами, что, по замыслу, должно было обеспечить действительную независимость «Коммерсанта».
Борис позвонил Фридману и попросил в это дело не лезть, не мешать ему купить издание. Фридман отказал. Березовский начал ему угрожать, в обычной манере обещая нас «уничтожить». Нечто похожее он сообщил и мне. Помешать мы ему не смогли, газета досталась Борису, а об угрозах его мы в общем забыли, хорошо понимая им цену. Тем более что он получил то, что хотел.

В 2006 году была продана партнёру Березовского Бадри Патаркацишвили, который скоропостижно скончался в 2008 году, и в том же году — Алишеру Усманову (владеющему ею через компанию «Медиахолдинг»).
В 2007 году «Коммерсантъ» выиграл право публиковать объявления о несостоятельности (чем ранее занималась «Российская газета»). 29 января 2008 года «Российская газета» подала иск в арбитражный суд Москвы, потребовав признать конкурс недействительным. 23 июля это право было закреплено за «Коммерсантом» решением правительства.
По состоянию на 2023 год заместитель главного редактора ИД Дмитрий Бутрин позиционировал издание как нейтральное, вынужденное в условиях войны отказаться от работы по журналистским стандартам из-за угрозы закрытия и лишения поддержки в любой части общества. По его версии, нашим читателям в настоящий момент не нужна никакая объективная информация о том, что происходит.
С 1 июля 2024 года главным редактором газеты стал Михаил Лукин, который проработал в издательском доме более 17 лет. Также он был назначен шеф-редактором издательского дома. Занимавший пост главного редактора Владимир Желонкин остался генеральным директором издательского дома.

## Критика

### Цензура и независимость редакционной политики
В феврале 2024 года Европейский суд по правам человека отклонил апелляции на введённые против Алишера Усманова санкции ЕС. В соответствующем решении говорилось, что миллиардер имеет «особо тесные связи» с президентом России Владимиром Путиным и «активно поддерживал политику российского правительства по дестабилизации Украины». Отдельным примером суд привёл положение газеты «Коммерсант», согласно его мнению с приходом Усманова «редакционная свобода была ограничена, и газета заняла явно прокремлёвскую позицию», а сам олигарх имеет возможность оказывать давление на редакцию и влиять на её редакционную линию: В комментариях к своему решению суд перечислил аргументы:
- увольнение Ивана Сафронова в 2019 году и уход 13 журналистов отдела «Политика»;
- статья Financial Times от 3 января 2020 года, в которой бывший журналист газеты обвиняет Усманова в вызове к себе и угрозах призвать к порядку из-за одной из его статей;
- опубликованная в октябре 2021 года статья Дмитрия Медведева «Почему бессмысленны контакты с нынешним украинским руководством» с редакционной припиской. В её начале говорилось, что Медведев «обратился в «Ъ» со своей новой статье, а «Коммерсантъ» опубликовал её в авторской редакции. В публикации бывший президент РФ заявил о бесполезности вести переговоры с нынешней украинской властью, которая, по его словам, находится под прямым иностранным контролем. Как отмечает ЕСПЧ, публикация подобной статьи без какого-либо обсуждения или оговорок следует интерпретировать как поддержку действий и политики российского правительства, ставящих под угрозу или угрожающих территориальной целостности, суверенитету и независимости Украины или стабильности или безопасности.

В то же время адвокаты Усманова настаивали, что «Коммерсантъ» является независимым СМИ на следующих основаниях:
- участие в пресс-конференции Зеленского с российскими журналистами весной 2022 года представителя издания Владимира Соловьёва (само интервью издание Усманова проигнорировало на фоне заявления Роскомнадзора о проведении проверки в отношении опубликовавших и взявших интервью СМИ. О результатах проверки не было объявлено[13]);
- наличие «антикоррупционных» публикаций;
- недатированное письмо прекратившего работать около 2012 года бывшего генерального директора издательского дома «Коммерсантъ», согласно которому влияние Усманова на редакционные решения было минимальным и ограничивалось принятием корпоративных решений на уровне совета директоров (суд посчитал, что эти показания относятся к периоду задолго до рассматриваемых событий);
- письмо от 15 марта 2022 года от 14 журналистов редакции «Коммерсанта» (по которому газета несколько раз меняла владельцев, но редакционная политика определяется исключительно редакцией) и и несколько опубликованных статей.

### Лекция Дмитрия Пескова
30 сентября 2013 года на сайте «Коммерсанта» была опубликована заметка под заголовком «Дмитрий Песков рассказал, почему Владимир Путин не произносит имени Алексея Навального», где были приведены следующие слова чиновника: «Путин в этой стране в политическом плане находится вне конкуренции, если он произнесёт имя Навального, он отдаст ему часть своей популярности».
Дмитрий Песков в этот день читал лекцию студентам академии на тему «Новостная журналистика в России», при этом присутствующим объяснили, что встреча проходит в формате «off the record» («не под запись»). По словам Президента Академии журналистики «Коммерсант» Андрея Колесникова, две сотрудницы сайта «Коммерсантъ» этого не поняли и опубликовали по итогам встречи три новости.
Андрей Колесников добавил, что новости были удалены с сайта, поскольку цитаты в них были неверными, а, кроме того, «сообщения грубо нарушали договоренности по этому поводу». Новость была перепечатана информационными агентствами, а через три часа «Интерфакс» разослал оповещение об отмене: "Сообщение, вышедшее 30 сентября в 21:50 под заголовком «Песков объяснил, почему Путин не произносит имени Навального», аннулируется по просьбе ИД «Коммерсант».

### Исчезновение статей и правка интервью
28 ноября 2013 года издание Lenta.ru сообщила о том, что с сайтов газет «Коммерсантъ» и «Московский комсомолец» исчезли заметки про расследование Алексея Навального, посвященное дачам высокопоставленных чиновников: Вячеслава Володина, секретаря генсовета «ЕР» Сергея Неверова, депутата-единороса Игоря Руденского, главы аппарата правительства Сергея Приходько и куратора подготовки к саммиту АТЭС во Владивостоке Николая Аншапова. При этом копии статей «Дворцовая ревизия» («Ъ») и «Навальный обнаружил младшего брата кооператива „Озеро“» («МК») можно найти в кэше Google.
Ссылку на эту публикацию разместили у себя заместитель главного редактора газеты «Коммерсантъ» Глеб Черкасов и твиттер издания. В удаленной заметке также были комментарий Руденского и пресс-секретаря председателя правительства Натальи Тимаковой, а заканчивался материал комментарием главы российского отделения «Transparency International» Елены Панфиловой.
В сентябре 2015 года с сайта «Коммерсанта» удалили несколько фраз оппозиционера Алексея Навального, которые он произнес интервью радиостанции «Коммерсант FM». В частности, исчезло высказывание политика: Когда я говорю «жулики и воры», я имею в виду и Путина, и Медведева, и Ротенбергов, и всех на свете. Мне никакого приговора суда не нужно, несмотря на то, что я юрист, они по сути своей являются жуликами и ворами. Кроме того, из текста пропало высказывание Алексея Навального о том, что у власти в России находится человек, который «войну развязал в Европе» и «который самолет сбил». Позднее «Коммерсант» объяснил, что удалил слова по рекомендации правового департамента издательского дома, поскольку заявление «может быть истолковано» как нарушение закона «О СМИ».
28 сентября с сайта газеты была удалена написанная по публикации Bloomberg новость о рекордном росте военных расходов России в 2024 году
Одним из самых громких случаев снятия материала с сайта «Коммерсанта» было удаление в 2019 году статьи «Су-35 укрепят египетскую силу» журналистов Ивана Сафронова и Александры Джорджевич, посвящённого соглашению между Каиром и Москвой на поставку двух десятков истребителей и средств авиационного поражения на 2 млрд долларов. В июне 2019 года ТАСС со ссылкой на анонимный источник сообщил, что издательский дом «Коммерсант» могут привлечь к административной ответственности за разглашение сведений, составляющих государственную или иную специально охраняемую законом тайну. Конкретной причины ТАСС тогда не называл, но издание Forbes обратило внимание, что статья о контракте с Египтом была удалена с сайта «Коммерсанта» (она доступна в архиве), и связало информацию ТАСС именно с этим текстом. По данным картотеки мировых судей, на тот момент в системе был зарегистрирован один административный иск к «Коммерсанту», поданный 24 мая. 5 июня, после удаления статьи, протокол был возвращен, сказано в картотеке. По данным «Русской службы BBC», этот текст стал причиной возбуждения уголовное дела о госизмене в отношении Сафронова, по итогам расследования которого журналист получил 22 года колонии.
Также в 2019 году с сайта издания была удалена статья с мнением российского дипломата Виталия Чуркина по войне в Югославии; в статье приводилась цитата из ранних выступлений Чуркина, в которых он резко осуждал действия боснийских сербов. Статья была удалена с сайта издания после того, как на неё обратил внимание оппозиционный политик Владимир Милов; в редакции Коммерсанта причиной пропажи статьи назвали техническую ошибку.
28 сентября 2023 года стало известно об удалении с сайта «Коммерсанта» написанной 22 сентября по публикации Bloomberg новости о рекордном росте военных расходов России в 2024 году. Главный редактор «Коммерсанта» Владимир Желонкин подтвердил удаление новости, не став уточнять подробности. После удаления новости по URL-адресу материала осталась только надпись Материал удален по решению редакции.
В декабре 2023 года с сайта и из фотобазы газеты «Коммерсантъ» исчезла фотография вице-президента МТС Игоря Мишина на almost naked вечеринке блогера Анастасии Ивлеевой.

### Обвинения в публикации заказных статей
4 сентября 2013 года на сайте «Коммерсанта» была опубликована статья «Студентка обвиняет штаб Алексея Навального в невыплате зарплаты». В ней говорится о студентке Анне Акиняевой, обратившейся в редакцию с жалобой на штаб кандидата в мэры Москвы Алексея Навального. По её словам, поработать в штабе ей предложили в знакомом рекламном агентстве, пообещав заплатить за раздачу газет. Однако, как заявила студентка, обещанных денег в агентстве ей так и не заплатили, обвинив её в том, что она выбросила газеты. Публикация в «Коммерсанте» вызвала негативную реакцию в блогосфере и обвинения в публикации заказной статьи, так как её заголовок не соответствовал содержимому, подписавший статью Михаил Петров больше ничего для издательского дома не писал, а материал вышел без какого-либо комментария штаба Навального. В тот же день глава предвыборного штаба Леонид Волков в интервью радиостанции «Коммерсантъ FM» сообщил о том, что они поставили эксперимент, попробовав привлечь к раздаче рекламных материалов платных промоутеров. Однако он был признан неудачным, а со всеми его участниками был проведён расчёт. Оплату не получила лишь Анна Акиняева и её молодой человек Артем Паляничк, так как им не удалось раздать все газеты, поэтому оставшиеся экземпляры они отдали «случайно встреченным активистам».

### Закрытие «Коммерсантъ-Украина» (2014 год)
13 марта 2014 года гендиректор издательского дома Павел Филенков объявил о решении приостановить издание газеты «Коммерсантъ Украина.» до того момента, пока ситуация не стабилизируется, хотя не исключил невозобновления издания. Он отметил, что в последнее время газета стала терять рекламодателей, а денег оставалось лишь на выплаты зарплат сотрудникам. По мнению бывшего генерального редактора Коммерсантъ ФМ Дмитрия Солопова помимо экономических причин закрытия газеты были и политические.. Издание «Телекритика» со ссылкой на источники в украинском издании сообщило, что причиной закрытия газеты конфликт с российскими издателями относительно центрального материала первой полосы. Украинская редакция подготовила материал об угрозе вторжения вооружённых сил РФ на Украину, в котором собрала заявления Андрея Парубия, адмирала Игоря Тенюха, российского Минобороны, вице-адмирала Игоря Кабаненко и независимых экспертов. Россияне же приказали вместо этого поставить текст о вице-премьере Крыма Рустеме Темиргалиеве и формате перехода собственности Украины и украинцев к РФ, вышедший в российском номере на первой полосе. Украинская редакция сначала поставила русский текст, а потом решила этого не делать и не выпускать номер вообще, после чего на следующее утро было объявлено о прекращении издания газеты . Спустя год эту версию подтвердил бывший редактор отдела экономики и финансов Вячеслав Садовничий, а бывший главред Валерий Калныш опубликовал весь последний выпуск вместе с так и не вышедшим первополосным материалом.

### Освещение событий на Украине
Согласно мониторингам журналистки украинского интернет-издания «Детектор медиа» Елены Шереметы, освещение событий в стране со стороны изданий холдинга часто совпадало с официальной позицией РФ и не было сбалансированным (отсутствие точки зрения второй стороны, активное использование анонимных источников). Ряд журналистов холдинга (вроде Янины Соколовской и Максима Юсина) на постоянной основе участвовали в ток-шоу на российских федеральных телеканалах («Время покажет» и «60 минут»), а их тезисы, по мнению Шереметы и Рыковцевой, нередко совпадали с точкой зрения российской власти.
После начала российского вооружённого вторжения на Украину в газете «Коммерсант» почти перестали выходить интервью с украинскими или международными чиновниками, о самой войне издания холдинга писать почти перестали. Газета «Коммерсант» как и весь медиахолдинг фактически проигнорировала ракетный удар по Виннице, вкратце упомянув событие в текстовом онлайне про войну, приведя данные о погибших со ссылкой на украинскую сторону и заявления Маргариты Симоньян о Доме офицеров, где, по её словам, «был временный пункт размещения нациков». Также издание в заметке о ракетном обстреле жилого многоквартирного дома в Днепре сообщило о некоем взрыве с приписками, что это был «якобы ракетный удар со слов украинских властей».

### Увольнение журналистов
В марте 2019 года по соглашению сторон из газеты «Коммерсант» ушла петербургский корреспондент Мария Карпенко. Руководитель издательского дома Владимир Желонкин назвал причину увольнения «работу в двух медиа»: помимо издания она участвовала в работе телеграм-канала «Ротонда», созданного в 2016 году ею вместе с двумя петербургскими журналистами и посвящённого местной политике. При этом издательский дом никак не регламентировал высказывания и поведение журналистов за пределами его изданий. Сама Карпенко утверждала, что её уволили из-за недовольства администрации президента и петербургских властей заметками об избирательной кампании врио губернатора Александра Беглова. Увольнение Карпенко произошло за четыре дня до вручения премии «Золотое перо», где она дважды вошла в число номинантов, в том числе в категории «Новые медиа» — за телеграм-канал «Ротонда». Журналисты «Коммерсанта» никак не высказывались на эту ситуацию публично. Впоследствии бывший зам. главреда газеты Глеб Кузнецов утверждал об отвергнутом Карпенко его предложении работать в федеральном издании газеты, где бы она уже не писала о петербургских событиях. Также по его словам, после её ухода три сотрудника газеты подавали заявления об уходе.
17 апреля 2019 года в газете и на сайте «КоммерсантЪ» появилась публикация о возможном переходе председателя Совета Федерации Валентины Матвиенко в Пенсионный фонд России. Статья вызвала серьёзные претензии со стороны главного акционера издания Алишера Усманова: были уволены её авторы, а 20 мая об увольнении в знак солидарности заявили все журналисты отдела политики и заместитель шеф-редактора Глеб Черкасов. После этого в отделе «Политика» не было ни одного автора, кроме экземплификанта Ивана Синергиева; но материалы по этой специализации продолжали создаваться сотрудниками отдела «Общество», специальными корреспондентами и новыми нанятыми журналистами. В 2020 году в отделе появились новые сотрудники, среди которых были представители отдела «Общество» и новые журналисты вроде бывшего сотрудника Дмитрия Камышева и сотрудницы русскоязычного сайта RT Марии Макутиной.

### Освещение оппозиции
26 августа 2020 года на сайте холдинга вышел материал без указания авторства под названием «Никто не хотел поспешать. Восстановлена хроника транспортировки Алексея Навального из России в Германию», в котором со ссылкой лишь на анонимные источники в медицинских кругах ответственность за долгую транспортировку отравленного политика Алексея Навального возлагалась на немецких врачей. Материал подвергся критике со стороны участников события из числа соратников политика, а также другими СМИ как несоответствующий действительности. 27 августа 2020 года «Коммерсантъ» написал новую заметку под названием «Кто не хотел поспешать. Сторонники Алексея Навального напомнили свою хронологию его транспортировки в Германию», в которой привел опровержение первого материала.
Как отмечало издание «Проект» в июле 2022 года, с 2020 года газета «Коммерсант» вместе с «Ведомостями», «РБК» и «Газетой.ру» без каких-либо причин перестали освещать деятельность «Левады-центра» и проводимые ими опросы населения. Издание связывало это с подконтрольностью этих СМИ российским властям, не желающим портить картину на фоне данных ВЦИОМ и ФОМа. В августе издание «Проект» отказалось от премии «Редколлегия», в жюри которой работал руководитель газеты Дмитрий Бутрин, с обоснованием: «Мы считаем, что присутствие в нынешнем <…> жюри одного из менеджеров газеты „Коммерсантъ“, де-факто органа цензуры и пропаганды, бросает тень на работу „Редколлегии“».
Как и большинство российских печатных СМИ, издание проигнорировало смерть Алексея Навального: событие было упомянуто в одном абзаце в статье специального корреспондента Елены Черненко о Мюнхенской конференции по безопасности, вышедшей на обложке субботнего выпуска от 17 февраля и в конце репортажа главного летописца президента — Андрея Колесникова — о визите Владимира Путина на завод в Челябинске.

## Коммерсантъ за рубежом

#### Коммерсантъ Украина
Газета выпускалась издательским домом «Коммерсантъ-Украина» с 2005 по 2014 год, выходила пять раз в неделю тиражом 12-15 тыс. экземпляров. Главный офис располагался в Киеве (Украина). Согласно данным TNS Ukraine в 2010 году газета «Коммерсантъ-Украина» лидировала в рейтинге деловых изданий Украины как по объёму выручки от рекламы, так и читательской аудитории. Издательский дом «Коммерсантъ-Украина» и права на издание газеты принадлежали украинской UMH Group предпринимателя Сергея Курченко.
В марте 2014 года на фоне украинского политического кризиса, генеральный директор издательского дома «Коммерсант-Украина» Павел Филенков объявил о закрытии издания по экономическим причинам, в то же время бывший гендиректор Коммерсантъ ФМ Дмитрий Солопов высказал мнение о том, что на закрытие издания повлияли и политические причины.

#### Коммерсантъ United Kingdom
Издаётся в Лондоне с 2009 года, с 2010 года выходит в электронном и печатном виде. Издателем газеты в Великобритании в 2009 году стала компания Kommersant ltd, основанная предпринимателем Артуром Саркисяном. Офис редакции располагается в Лондоне (Великобритания), газета печатается тиражом 6-10 тыс. экземпляров, в 2021 году сайт издания ежемесячно посещали более 100 тыс. человек. Издание является лидером среди русскоязычных СМИ Великобритании.
С 2021 года права на издание и развитие франшизы «Коммерсантъ» перешли компания Smart Media System ltd, а редакцию возглавила выпускница Факультета журналистики МГУ им. М.В. Ломоносова Ксения Дьякова-Тиноку, сменившая на должности главного редактора Павла Борисова, в прошлом редактора BBC в Лондоне. 

## Главные редакторы газеты
- Яковлев Владимир Егорович (конец 1989—1991)
- Пономарёва Ксения Юрьевна (январь — август 1992)
- Перов Александр Леонидович (1992—1993)[52][53]
- Тулин Игорь Валентинович (февраль 1993—1994)
- Локтев Александр Аркадьевич (январь 1994 — январь 1997)
- Шакиров Раф Салихович (январь 1997 — март 1999)
- Васильев Андрей Витальевич (август 1999 — 25 мая 2004)[54]
- Стукалин Александр Витальевич (май 2004 — сентябрь 2005)
- Бородулин Владислав Геннадьевич (сентябрь 2005 — 1 октября 2006)
- Васильев Андрей Витальевич (сентябрь 2006 — 13 января 2009[55])
- Мурсалиев Азер Арифович (13 января 2009[55] — июнь 2010)
- Михайлин Михаил Анатольевич (25 июня 2010 — ноябрь 2014)[56]
- Яковлев Сергей Маратович (ноябрь 2014 — июль 2018)[57][58]
- Желонкин Владимир Борисович (июль 2018 — июнь 2024)[58][59]
- Лукин Михаил Алексеевич (c июля 2024)[10]

## Известные журналисты разных лет
- Андрей Колесников
- Валерий Панюшкин
- Наталия Геворкян
- Георгий Бовт
- Глеб Пьяных
- Олег Кашин
- Григорий Ревзин
- Игорь Свинаренко
- Иван Сафронов-старший
- Иван Сафронов-младший
- Юлия Таратута
- Ольга Алленова[60]
- Михаил Зыгарь
- Екатерина Дёготь
- Лидия Маслова
- Наиля Аскер-заде
- Анна Наринская
- Андрей Плахов
- Артём Скоропадский
- Михаил Трофименков
- Юрий Яроцкий
- Анна Афанасьева
- Арина Бородина[61]
- Алексей Тарханов
- Светлана Конеген
- Александр Габуев
- Иван Коновалов
- Лев Лурье
- Дмитрий Губин[62]
- Шамиль Идиатуллин
- Антон Антонов-Овсеенко
- Авдотья Смирнова
- Илья Барабанов
- Рамаз Чиаурели
- Василий Уткин
- Андрей Шилов
- Елена Киселёва
- Кирилл Мельников
- Владимир Соловьёв
- Алексей Ходорыч
- Олеся Герасименко

## Мнения о газете
По мнению журналиста и протоиерея Владимира Вигилянского «Когда появилась газета „Коммерсантъ“ — это было чудо. Эта газета постаралась говорить на другом языке. <…> Материалы „Коммерсанта“ были направленными, интересными людям корпорации: людям дела, бизнеса, людям с определённым менталитетом, вкусами, модой. Это самое интересное. За связью между тем, кто сообщает, и тем, кто получает эту информацию, очень интересно следить».
Согласно опросу, проведённому в 2003 году среди 50 крупнейших компаний России и деловых ассоциаций, газета «Коммерсантъ» вошла в число лидеров по взвешенности и объективности освещения экономических конфликтов.
В 2008 году BBC News назвала «Коммерсантъ» одной из ведущих либеральных деловых газет России.
В мае 2009 года «TNS Media Intelligence» (ведущая компания в сфере мониторинга СМИ) составила отчёт по цитируемости российских изданий в эфире центрального телевидения и радио. Согласно исследованию, «Коммерсантъ» наряду с «Российской газетой» и «Известиями» «являются ключевыми источниками деловых и политических новостей в российском информационном пространстве».
30 ноября 2009 года президент России Дмитрий Медведев отправил в редакцию газеты поздравительную телеграмму в честь её двадцатилетнего юбилея. В телеграмме, в частности говорится:

Опираясь на уже вековую традицию достоверного освещения важнейших событий и повседневной жизни, вы создали свой яркий, узнаваемый стиль. И фактически сформировали деловую журналистику современной России. В течение 20 лет «Коммерсантъ» находится в числе лидеров отечественных СМИ. И сегодня успешно выдерживает конкуренцию на медиарынке. В основе успеха Издательского дома — оперативность, взвешенная аналитика и профессиональное использование современных технологий. А ваша готовность меняться, постоянно увеличивать число информационных продуктов — залог расширения читательской аудитории.

## Иски к газете
В 2004 году Арбитражный суд Москвы удовлетворил иск «Альфа-банка» к издательскому дому «Коммерсантъ» и решил взыскать в пользу истца 320,5 млн руб. в качестве компенсации за не соответствующую действительности и порочащую репутацию банка статью, опубликованную в «Коммерсанте» от 7 июля 2004 года. Впоследствии сумма уменьшилась в 10 раз.
В мае 2009 года депутат Госдумы РФ Олег Михеев подал в Центральный районный суд Волгограда рекордный в истории российских СМИ иск к газете «Коммерсантъ» с требованием о возмещении убытков в размере 6,761 млрд руб. Он обвинил газету в развязывании «информационной войны» в интересах «Промсвязьбанка» — речь шла о серии публикаций осенью 2007 года о проблемах в компаниях Олега Михеева, после которых «Промсвязьбанк» со значительным дисконтом выкупил ряд активов Михеева. Автор статьи, ставшей поводом для иска, замредактора газеты «Коммерсантъ» в регионах Нижней Волги Александр Поляничко утверждал, что публикации издания о проблемах в компаниях Олега Михеева объективны и основаны на официальных данных милиции. Однако в 2008 году МВД отказалось подтверждать какие-либо данные в судах, ссылаясь на отсутствие материалов дела. Иск был оставлен судом без удовлетворения, даже несмотря на попытки Михеева привлечь журналистов «Коммерсанта» к уголовной ответственности.
В ноябре 2009 года Замоскворецкий суд Москвы решил взыскать 1 млн руб. с издательского дома «Коммерсантъ», а также политика Бориса Немцова, удовлетворив таким образом иск мэра Москвы Юрия Лужкова о защите достоинства и деловой репутации. Суд также обязал соответчиков опровергнуть недостоверную информацию, опубликованную в сентябрьском интервью политика газете «Коммерсантъ» и в брошюре «Лужков. Итоги», написанной и изданной Немцовым.

## Признание
- Журналисты «Коммерсанта» являются победителями премии «Редколлегия» в декабре 2017[75], июне 2018[76] и октябре 2019 года[77].
- Победитель «Премии Рунета 2021»[78].